# Paracycnotrachelus montanus
Paracycnotrachelus montanus es una especie de coleóptero de la familia Attelabidae.

## Distribución geográfica
Habita en China y Vietnam.